# Plan (Spanyolország)
Plan egy község Spanyolországban, Huesca tartományban. Plan La Fueva, El Pueyo de Araguás, Laspuña, Tella-Sin, Gistaín, San Juan de Plan, Chía, Seira és Foradada del Toscar községekkel határos. Lakosainak száma 279 fő (2024).

## Népesség
A település népessége az utóbbi években az alábbiak szerint változott:
| Lakosok száma | 315  | 314  | 319  | 332  | 327  | 314  | 299  | 283  | 274  | 279  |
|               | 2001 | 2004 | 2006 | 2009 | 2011 | 2014 | 2016 | 2019 | 2021 | 2024 |